# 刘梦兴
刘梦兴，河南人，清朝政治人物。

## 生平
康熙六年(1667年)接替孙芳桂任漳州府知府一职，康熙九年(1670年)由孙扬接任。